# Lijst van Nederlandse Europarlementariërs 1989-1994
Lijst van Nederlandse Europarlementariërs 1989-1994 bevat een overzicht van de in Nederland gekozen leden van het Europees Parlement in de zittingsperiode 1989-1994 op grond van de Europese Parlementsverkiezingen van 15 juni 1989.
De zittingsperiode ging in op 25 juli 1989 en eindigde op 18 juli 1994. Nederland had in deze zittingsperiode recht op 25 zetels (op een totaal aantal van 518).
| Naam                   | Nederlandse partij                      | Fractie                              | Begindatum       | Einddatum       | refs   |
| ---------------------- | --------------------------------------- | ------------------------------------ | ---------------- | --------------- | ------ |
| Hedy d'Ancona          | Partij van de Arbeid                    | Socialistische Fractie               | 25 juli 1989     | 7 november 1989 | [ 1 ]  |
| Jan-Willem Bertens     | D66                                     | Liberale en Democratische Fractie    | 25 juli 1989     | 18 juli 1994    | [ 2 ]  |
| Bouke Beumer           | Christen-Democratisch Appèl             | Europese Volkspartij                 | 25 juli 1989     | 18 juli 1994    | [ 3 ]  |
| Mathilde van den Brink | Partij van de Arbeid                    | Socialistische Fractie               | 16 november 1989 | 18 juli 1994    | [ 4 ]  |
| Pam Cornelissen        | Christen-Democratisch Appèl             | Europese Volkspartij                 | 25 juli 1989     | 18 juli 1994    | [ 5 ]  |
| Piet Dankert           | Partij van de Arbeid                    | Socialistische Fractie               | 25 juli 1989     | 7 november 1989 | [ 6 ]  |
| Nel van Dijk           | Regenboog                               | De Groenen in het Europees Parlement | 25 juli 1989     | 18 juli 1994    | [ 7 ]  |
| Annemarie Goedmakers   | Partij van de Arbeid                    | Socialistische Fractie               | 16 november 1989 | 18 juli 1994    | [ 8 ]  |
| Jim Janssen van Raaij  | Christen-Democratisch Appèl             | Europese Volkspartij                 | 25 juli 1989     | 18 juli 1994    | [ 9 ]  |
| Jessica Larive         | Volkspartij voor Vrijheid en Democratie | Liberale en Democratische Fractie    | 25 juli 1989     | 18 juli 1994    | [ 10 ] |
| Hanja Maij-Weggen      | Christen-Democratisch Appèl             | Europese Volkspartij                 | 25 juli 1989     | 7 november 1989 | [ 11 ] |
| Alman Metten           | Partij van de Arbeid                    | Socialistische Fractie               | 25 juli 1989     | 18 juli 1994    | [ 12 ] |
| Hemmo Muntingh         | Partij van de Arbeid                    | Socialistische Fractie               | 25 juli 1989     | 18 juli 1994    | [ 13 ] |
| Ria Oomen              | Christen-Democratisch Appèl             | Europese Volkspartij                 | 25 juli 1989     | 18 juli 1994    | [ 14 ] |
| Arie Oostlander        | Christen-Democratisch Appèl             | Europese Volkspartij                 | 25 juli 1989     | 18 juli 1994    | [ 15 ] |
| Jean Penders           | Christen-Democratisch Appèl             | Europese Volkspartij                 | 25 juli 1989     | 18 juli 1994    | [ 16 ] |
| Karla Peijs            | Christen-Democratisch Appèl             | Europese Volkspartij                 | 25 juli 1989     | 18 juli 1994    | [ 17 ] |
| Bartho Pronk           | Christen-Democratisch Appèl             | Europese Volkspartij                 | 16 november 1989 | 18 juli 1994    | [ 18 ] |
| Maartje van Putten     | Partij van de Arbeid                    | Socialistische Fractie               | 25 juli 1989     | 18 juli 1994    | [ 19 ] |
| Jan Sonneveld          | Christen-Democratisch Appèl             | Europese Volkspartij                 | 25 juli 1989     | 18 juli 1994    | [ 20 ] |
| Wim van Velzen         | Partij van de Arbeid                    | Socialistische Fractie               | 25 juli 1989     | 18 juli 1994    | [ 21 ] |
| Herman Verbeek         | Regenboog                               | De Groenen in het Europees Parlement | 25 juli 1989     | 18 juli 1994    | [ 22 ] |
| Maxime Verhagen        | Christen-Democratisch Appèl             | Europese Volkspartij                 | 25 juli 1989     | 18 juli 1994    | [ 23 ] |
| Ben Visser             | Partij van de Arbeid                    | Socialistische Fractie               | 25 juli 1989     | 18 juli 1994    | [ 24 ] |
| Gijs de Vries          | Volkspartij voor Vrijheid en Democratie | Liberale en Democratische Fractie    | 25 juli 1989     | 18 juli 1994    | [ 25 ] |
| Leen van der Waal      | SGP/RPF/GPV                             | niet-fractiegebonden leden           | 25 juli 1989     | 18 juli 1994    | [ 26 ] |
| Florus Wijsenbeek      | Volkspartij voor Vrijheid en Democratie | Liberale en Democratische Fractie    | 25 juli 1989     | 18 juli 1994    | [ 27 ] |
| Eisso Woltjer          | Partij van de Arbeid                    | Socialistische Fractie               | 25 juli 1989     | 18 juli 1994    | [ 28 ] |

1952-1958 (EGKS) · 
1958-1979 · 
1979-1984 · 
1984-1989 · 
1989-1994 · 
1994-1999 · 
1999-2004 · 
2004-2009 · 
2009-2014 · 
2014-2019 · 
2019-2024 · 
2024-2029